# Nyírábrány

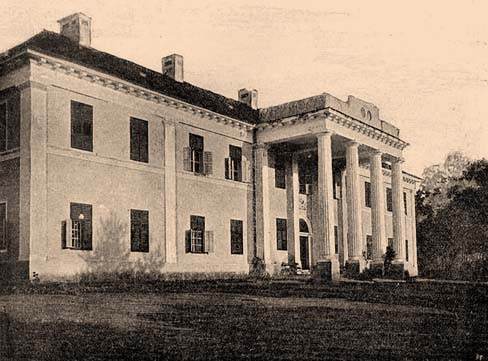
Szent-György-Ábrány Gróf Szapáry György kastélya (illusztráció Borovszky Samu: Magyarország vármegyéi és városai (1869–1914) című sorozat kötetéből

Nyírábrány nagyközség Hajdú-Bihar vármegyében, a Nyíradonyi járásban.

## Fekvése
A vármegye északkeleti szélén fekszik, közvetlenül a magyar-román államhatár mellett, Debrecentől mintegy 30 kilométerre. Az 5.571 hektár (55,7 km²) területű település természetföldrajzilag a Dél-Nyírség kistájhoz tartozik, egyszersmind része a történelmi és tájföldrajzi alapokon kialakult Ligetalja tájnak és település-együttesnek. Területe a Dél-Nyírség tájegység 100–162 méter közötti tengerszint feletti magasságú, szélhordta futóhomokkal fedett hordalékkúp-síkságának északkeleti részét alkotja, ahol széles sávban alakultak ki szélbarázdák, kisebb deflációs mélyedések. A vadregényes vidéken nagy méretű parabola-, és szegélybuckák a jellemző felszíni formák.
Éghajlata mérsékelten meleg, mérsékelten száraz. Az évi napfénytartalom kb. 2000 óra, az évi középhőmérséklet 9,6-9,8 °C, a csapadék évi összege 600 mm. A Nyírségre, mint tájegységre jellemző mikroklímával, – flórával és faunával – rendelkezik. Vízrajzi szempontból a Berettyó vízgyűjtő területéhez tartozik ugyan, de alapvetően száraz, vízhiányos a település.
A felszín közeli üledékek jelentős része futóhomok. A térséget lényegében a homoktalajok uralják, amelyek közül említésre érdemes a mezőgazdasági szempontból csaknem terméketlen futóhomok, a gyenge termékenységű humuszos homoktalaj és kis mértékben a kovárványos barna erdőtalaj. A túlnyomórészt gyenge termőképességű, átlagosan mindössze 6-7 aranykorona értékű homoktalajok inkább csak speciális kultúrák, például az őshonos málna, uborka, paprika, paradicsom, dohány és torma termesztésére alkalmasak.
Növényföldrajzi térbeosztás szerint a térség a Nyírségi flórajárásba (Nyírségense) tartozik. Legjellemzőbb erdőtársulásai a kisebb-nagyobb  kiterjedésű ligetes akácerdők. Jelentős felületeket borítanak a homokpuszta-gyepek és a homokpuszta-rétek.
Különleges természeti értékkel ugyan nem rendelkezik a terület, ám a futóhomokbuckák és a ligetes, dimbes-dombos, erdős táj sajátos szépsége kivívja a természetkedvelők csodálatát.

### Megközelítése
Legfontosabb közúti megközelítési útvonala a 48-as főút, ezen érhető el Debrecen és az ország távolabbi részei felől is. Nyíradonnyal a 4904-es, Nyírbátorral a 4906-os út kapcsolja össze, a 48-as főúttól a község központjába pedig a 4907-es út vezet.
A település nemcsak közúton, de vasúton (a jól megközelíthető, a MÁV 105-ös számú Debrecen–Nyírábrány-vasútvonalán. Nyírábrány vasútállomás a 48-as főút és a 4904-es út keresztezése közelében helyezkedik el, közúti elérését az ugyanonnan nyugat felé kiágazó 48 321-es számú mellékút teszi lehetősé.
Nyírábrány egyre nagyobb jelentőséggel bíró, immár nemzetközi közúti és vasúti átkelőhely, vasútállomása számottevő teher-, és személyforgalmat bonyolít le. A nagyközség település-, és közlekedés-földrajzi pozícióját erősíti az is, hogy a környező településekről könnyen megközelíthető. Az egyre javuló magyar-román kapcsolatok fényében Nyírábrány határmenti fekvéséből adódó szerepe mindinkább felértékelődik, miután 2000 őszén nemzetközi határátkelőhellyé lépett elő.

## Története
A mai Nyírábrányt alkotó településrészek eredete visszanyúlik az Árpád-korba, egészen a tatárjárás előtti időkbe. A falu a tatárjárás előtt a Gutkeled nemzetség birtokában volt (a környező vidék történetét e korban, hosszú ideig, általában is e nemzetség birtokszerzései határozták meg, szerte a korabeli Szabolcs és Bihar vármegyék területén. A település első írásos említése 1279-ből való, amikor a falu örökös nélküli birtokosának halála után ugyancsak a Gutkeled nemzetségből származó Bátori és Szakolyi családok kezébe került.
Településrészeit 1320 előtt az adonyi monostornak adják, s ekkor már elnéptelenedő falu volt. Hányattatásai tovább folytatódnak azzal, hogy 1326-ban a tulajdonos család ellenségei kirabolták és felégették, s ezért sem találni papját a pápai tizedjegyzékekben.
1340 körül újratelepült a falu, amelybe 1355-ben beolvadt a szomszédos Kisbátor. Egyháza védőszentje után 1374-ben neve Szentábrány, Szentgyörgyábrány. Más forrás szerint a község neve a bibliai Ábrahám személynevéből származik.14. századi sokszögzáródású szentélyes templomának alapjait 1924-ben Zoltai Lajos tárta fel. Adat szól arról is, hogy 1441-ben Nagyábrány, 1446-ban Nyírábrány a neve.[forrás?] 1448 előtt részei a Várday család birtokában voltak, 1552-ben a Bátoriaké és a Bornemissza család tagjaié.

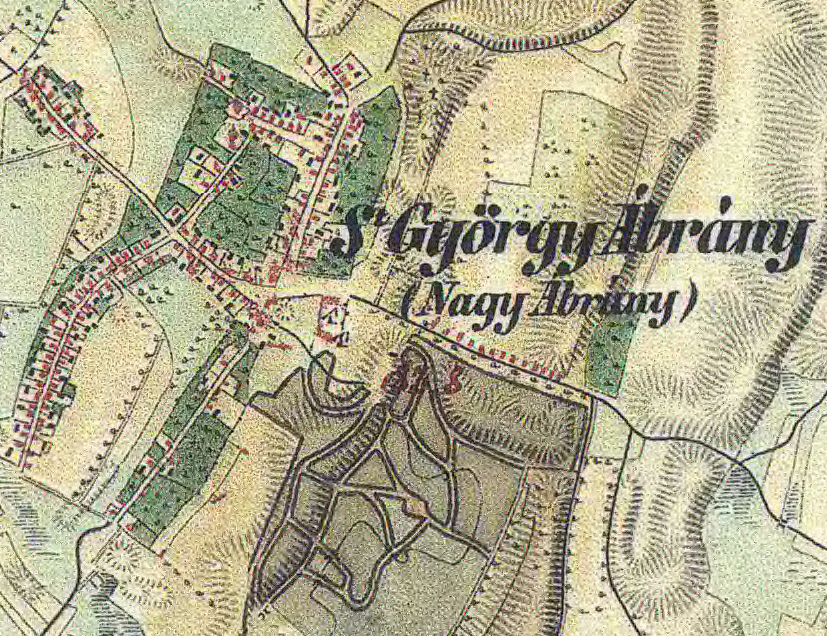
Szent György Ábrány nem sokkal az újratelepítés után, az 1806–1869 között készített katonai topográfiai térképen

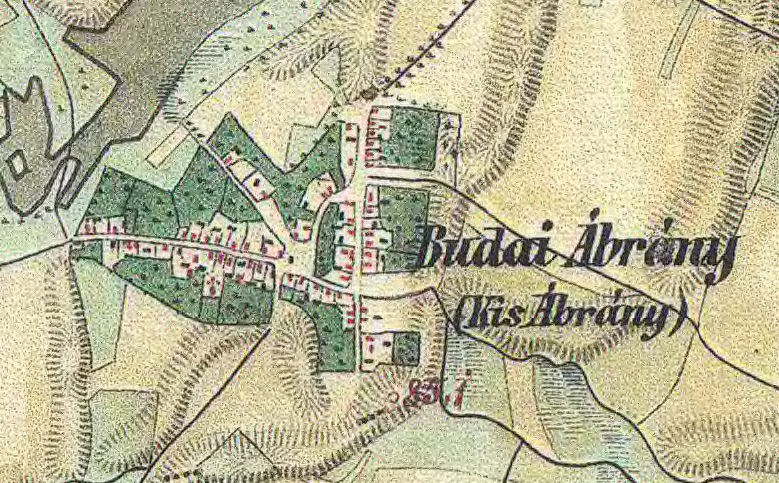
Budai Ábrány térképe ugyanarról a szelvényről

A török hódoltság idején a település elpusztult, s csak a 18. század végén települt újjá. Az új benépesülés előtt Ábrahám Puszta és Ábrány Puszta néven két lakatlan faluhely ismert. Eördögh György birtokos a Felvidékről szlovák, Erdélyből román jobbágyokat is hozatott a település benépesítése céljából. Ez idő tájt Ördög Ábrány néven szerepelt az Ábrány Puszta helyén épített falu, majd a magyar-szlovák lakosságú község a Szent György Ábrány vagy Nagy Ábrány nevet vette fel. Az Ábrahám Puszta a Budai Ábrány vagy Kis Ábrány nevet kapta.
A jobbágyfelszabadítás-t megelőzően a kortársak előtt jeles gazdálkodásáról ismert Ábrányi Lajos volt a falu földesura. A község 1901-ben egyesült a szomszédos Budaábránnyal, s ekkor vette fel a Nyírábrány nevet.
Közigazgatásilag Szentgyörgyábrány és környéke hosszú évszázadokig Szabolcs vármegyéhez tartozó községi, majd nagyközségi rangú település volt, bár a megyehatárok sokszor változtak, így időnként Bihar vármegyéhez is tartozott. 1901-ben Budaábrány kisközség és Szentgyörgyábrány nagyközség egyesüléséből alakult meg Nyírábrány.
A település címeres pecsétnyomója 1828-ból ismeretes, még mielőtt 1901-ben felvette volna a Nyírábrány nevet.
A későbbi településrésznek, Budaábránynak egyetlen pecsétnyomója ismeretes, amelynek azonban címerképe nincs, csak a "BA" monogrammal a falu kezdőbetűit rögzítik.
Az 1828-as pecsétnyomó alapján Nyírábrány címerleírása az alábbiak szerint adható meg: csücskös talpú, kék színű címerpajzsban két, egymást keresztező, élével felfelé, hegyével kifelé néző, ezüstszínű görbe kard fölött aranyszínű sárgadinnye (a 19. században meghonosodott és elterjedt dinnyetermesztés szimbóluma).
1933-tól a – közigazgatásilag egyelőre egyesített – Szabolcs és Ung vármegyéhez tartozott.
A település sorsát és közigazgatási helyzetét befolyásoló további jelentős változásokat az 1945-ös esztendő hozott, amikor Erősstag külterületi lakóhelyet Bagamér nagyközségtől Nyírábrányhoz csatolták.
Az 1945-ös megyerendezés során Fülöp, Nyírábrány és Nyírmártonfalva községeket Szabolcs megyétől Hajdú-Bihar megyéhez csatolták. Nyírábrány 1946. április 1-jén került át Hajdú-Bihar megyéhez, s ugyanebben az esztendőben külterületi lakott helyeiből megalakult az önálló Fülöp nagyközség. 1948-tól már "Fülöp" név alakban szereplő új település, az 1950. évi közigazgatási átszervezés után Hajdú-Bihar megyéhez tartozó önálló tanácsú község lett. 1978-ban ismét elveszítette önállóságát és nagyközségi közös tanácsú társközségi jogállást kapott, közigazgatásilag pedig újra Nyírábrány irányítása alá került. Fülöp község az önállóságát hosszas huzavona után 1988-ban kapta vissza.
1972-ben a településhez került a Külső-Liget nevű külterületi lakott hely egy része Bagamértól, 1977-ben nagyközségi közös tanácsú székhelyközség (Fülöp társközséggel együtt). 1989-ben Fülöphöz került át a Tótfalu nevű külterületi lakott hely.
1990-től önálló nagyközségként, saját polgármesteri hivatallal és jegyzőséggel szervezi saját életét.
2003-ban megújult a nyírábrányi határátkelő állomás. Kétszer négy sávos úton kelhetnek át az utasok, Magyarország és Románia határán. A korszerű útlevélkezelő fülkében és a tágas, korszerű háromszintes épületben a legmodernebb műszereket állították üzembe.

## Népesség
A település népességének változása:
| Lakosok száma | 3798 | 3774 | 3777 | 3673 | 3562 | 3605 | 3581 |
|               | 2013 | 2014 | 2015 | 2021 | 2022 | 2023 | 2024 |

2001-ben a település lakosságának 96%-a magyar, 3%-a cigány, 1%-a román nemzetiségűnek vallotta magát.
A 2011-es népszámlálás során a lakosok 86,3%-a magyarnak, 7,7% cigánynak, 0,4% németnek, 0,9% románnak mondta magát (13,6% nem nyilatkozott; a kettős identitások miatt a végösszeg nagyobb lehet 100%-nál). A vallási megoszlás a következő volt: római katolikus 20,6%, református 15,6%, görögkatolikus 33%, felekezeten kívüli 7% (22,8% nem válaszolt).
2022-ben a lakosság 87,3%-a vallotta magát magyarnak, 1,3% cigánynak, 0,8% románnak, 0,4% németnek, 0,2% ukránnak, 0,1% bolgárnak, 1,1% egyéb, nem hazai nemzetiségűnek (12,6% nem nyilatkozott; a kettős identitások miatt a végösszeg nagyobb lehet 100%-nál). Vallásuk szerint 11,9% volt református, 11,5% római katolikus, 20% görög katolikus, 0,6% egyéb keresztény, 0,3% egyéb katolikus, 0,3% ortodox, 0,1% evangélikus, 10,5% felekezeten kívüli (44,7% nem válaszolt).

## Közélete

### Polgármesterei
| Időszak   | Polgármester            | Párt            | Megjegyzés |
| --------- | ----------------------- | --------------- | ---------- |
| 1990–1994 | Kupecz József           | FKgP-MSZP-SZDSZ |            |
| 1994–1998 | Dr. Szilágyi Mária Zita | független       |            |
| 1998–2002 | Dr. Szilágyi Mária Zita | független       |            |
| 2002–2006 | Dr. Szilágyi Mária Zita | független       |            |
| 2006–2010 | Dr. Szilágyi Mária Zita | független       |            |
| 2010–2014 | Nyíri Béla              | független       |            |
| 2014–2019 | Nyíri Béla              | Fidesz-KDNP     |            |
| 2019–2024 | Nagy Lajos              | független       |            |
| 2024–     | Nagy Lajos              | Fidesz-KDNP     |            |

## Nevezetességei
- Eördögh–Ábrányi–Szapáry kastély és kertje

Itt született Ábrányi Kornél (ered. Eördögh Kornél) zenei író, zeneszerző, zongoraművész, zenepedagógus (1822. október 15. – 1903. december 20. Budapest); Ábrányi Emil (1820–1850) író, 48-as kormánybiztos; Derzsi János (színész) (1954). április 20..

## Képgaléria

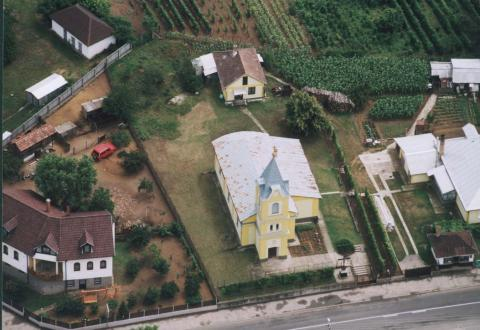
Római katolikus templom
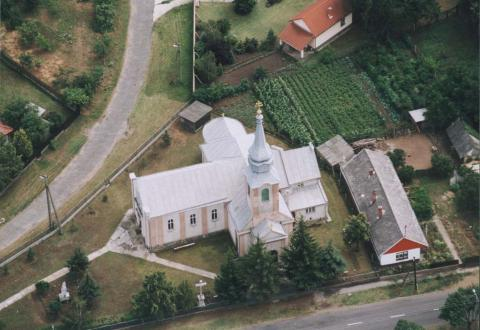
Görögkatolikus templom
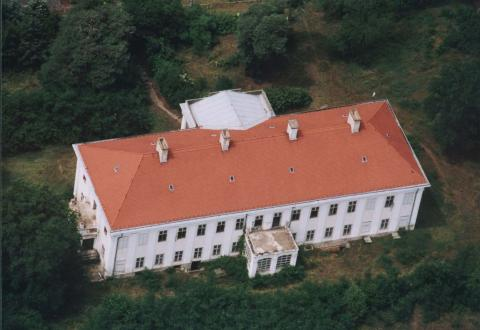
Eördögh–Ábrányi–Szapáry kastély
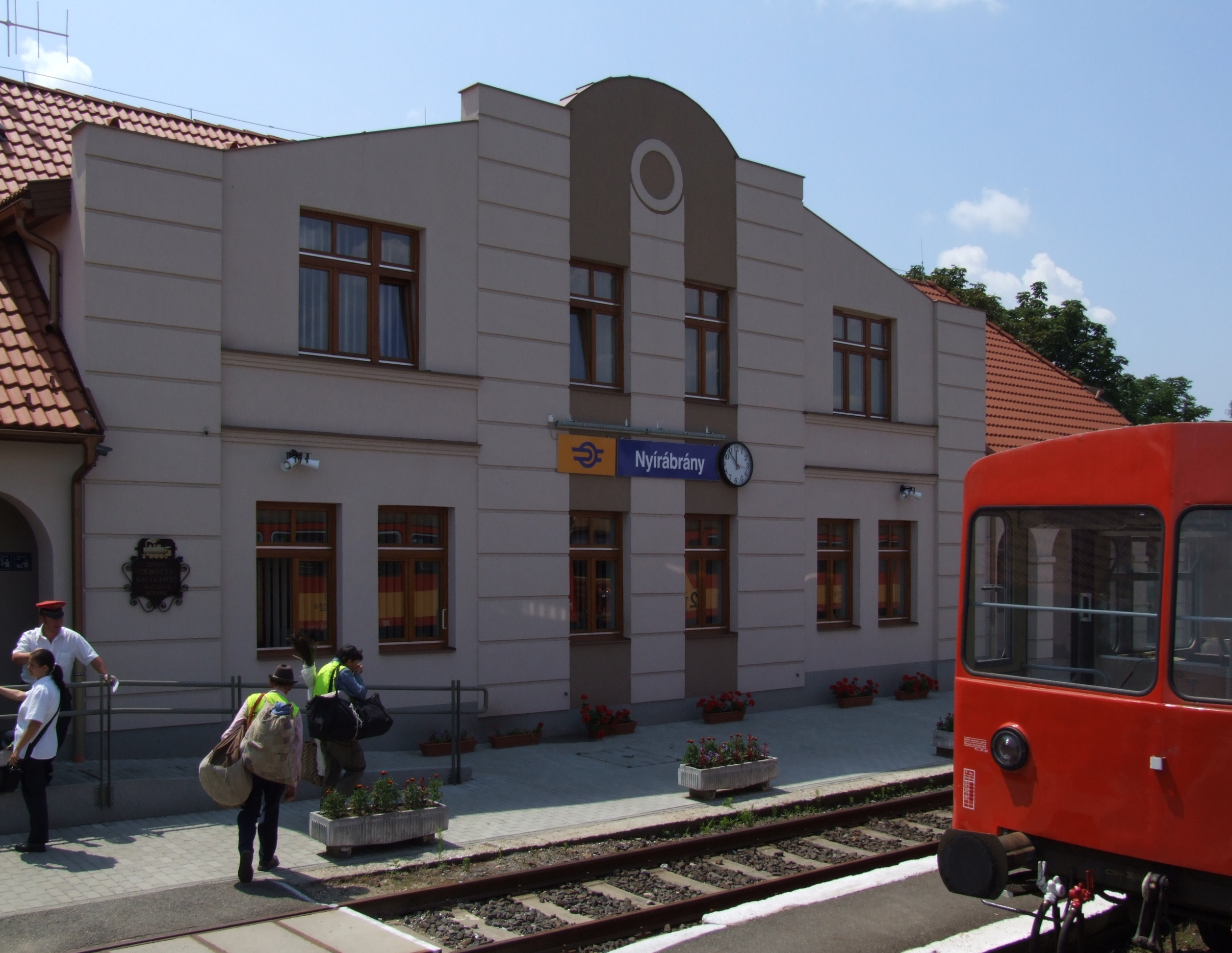
Vasútállomás